# Романчук, Виталий Борисович
Виталий Борисович Романчук (род. 14 марта 1950, Минск) — советский ватерполист. Заслуженный мастер спорта СССР (1975).

## Карьера
Воспитанник минского водного поло. В 1967 году был приглашён в юниорскую сборную БССР и в минский СКИФ (Буревестник). Через год дебютировал в чемпионате СССР. Через три года был призван в ЦСКА-ВМФ. Победитель Кубка Чемпионов и Суперкубка Европы в составе ЦСК ВМФ.
Чемпион СССР (1975, 1976, 1977, 1978, 1980, 1983, 1984), серебряный (1972, 1973, 1974) и бронзовый (1979, 1981, 1982) призёр чемпионата СССР.
Чемпион мира 1975 года.
Участвовал в Олимпиады-1976.
Полковник в запасе. Награждён медалью Министерства обороны России «Адмирал Горшков» (2007).
Работал редактором журнала «Подмосковье».